# Antipopulisme
L'antipopulisme est un mouvement qui s'oppose au populisme, une approche politique qui a tendance à opposer le peuple aux élites politiques, économiques ou médiatiques. Les antipopulistes critiquent généralement l'attitude des politiciens et élus populistes à travers de discours considérés comme simplistes et leur tendance, selon eux, à manipuler l'information.

## Étymologie
Ce terme a été créé depuis le mot peuple « populus » qui signifie « peuple » , du suffixe -isme avec l'ajout du préfixe -anti signifiant contre. L'antipopulisme est donc une attitude d'opposition au populisme considérée comme une manipulation des masses populaires d'un pays. Ce terme a notamment été utilisé dans les articles du journal français Le Monde au milieu des années 1990.

## Définition et analyse

### Antipopulisme, miroir du populisme?
Dans un article publié en 1998 dans la revue revue francophone de science politique Mots. Les langages du politique, le politologue et historien des idées français Pierre-André Taguieff évoque les termes populisme et antipopulisme et tente d'en apporter une définition.
Il évoque l'argumentation antipopuliste comme « oscillant entre la thèse du populisme réduit à une réaction viscérale (reprenant une expression du philosophe Alain Minc et la thèse du populisme comme « instrumentalisation tactico-stratégique de pulsion ou de croyances collectives en vue de prendre le pouvoir ». Il évoque ainsi deux contradictions : tout d'abord le fait que les arguments antipopulistes pèchent par simplisme alors que le simplisme est généralement lié au populisme et qu'ensuite l'attitude démagogique considérée comme une caractéristique essentielle du populisme peut également se rencontrer dans l'argumentation antipopuliste, évoquant ainsi un effet de théâtralisation de l'opinion et qui présente le populisme comme « une dérive perverse de la démocratie d'opinion ».

### Contexte de 2023

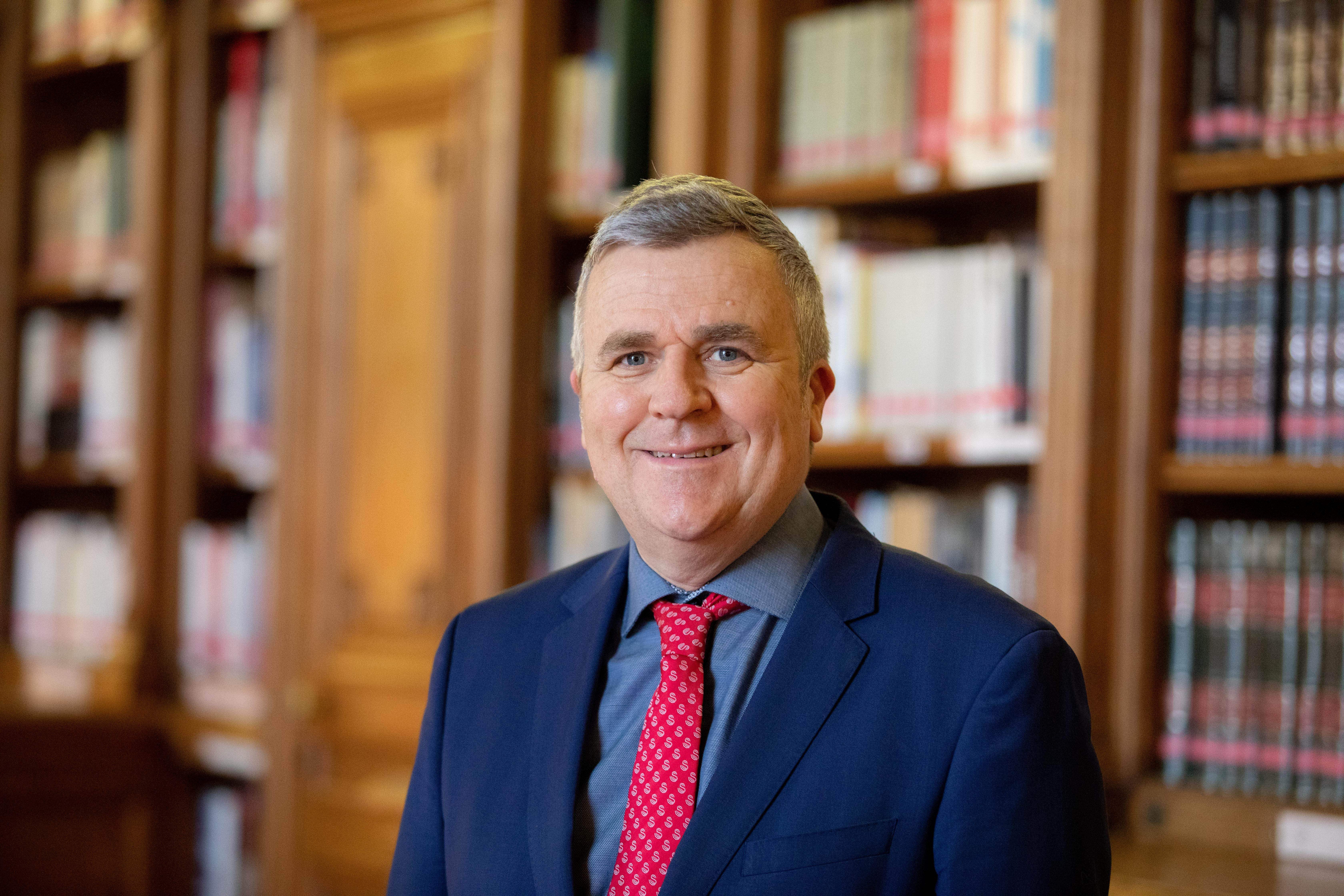
Jean Michel Arnaud, sénateur des Hautes-Alpes, auteur du Manifeste anti-populisme.

En 2023, deux livres, évoquant l'antipopulisme en France sont édités et font l'objet de plusieurs articles de presse :
En février, Antoine Chollet, docteur en science politique de l'Institut d'études politiques de Paris, publie l'essai, L’Antipopulisme ou la nouvelle haine de la démocratie, qui tente d'analyser tous les arguments des personnalités évoquant le populisme et qui, selon, l'auteur tenterait « une défense de l’ordre établi comme seule position politique raisonnable ». Son analyse est qualifié par Étienne Campion, journaliste de l'hebdomadaire Marianne comme « étant à la fois vive, provocante, et stimulante ».
En juin, le sénateur de l'Alliance centriste, Jean-Michel Arnaud (en collaboration avec Jean-Claude Gondard) dénonce le populisme et décide de publier un ouvrage présenté et titré comme un Manifeste anti-populisme ou il définit le populisme comme une espèce de décivilisation, argument utilisé à la même période par le président français Emmanuel Macron.

## Annexe